# Azione del 18 febbraio 1639
L’azione del 18 febbraio 1639 fu una battaglia navale della guerra degli ottant'anni e della guerra dei trent'anni, combattuta la largo di Dunkirk tra la flotta olandese al comando dell'ammiraglio Maarten Tromp e lo squadrone spagnolo comandato dall'ammiraglio Miguel de Horna. Horna, che aveva ricevuto ordini di unirsi allo squadrone dell'ammiraglio Antonio de Oquendo a La Coruña, scortava ne contempo un convoglio con a bordo 2000 soldati valloni verso la Spagna, dove erano richiesti. Il tentativo di abbandonare Dunkirk venne fatto in vista del blocco olandese di Maarten Tromp. Ne seguì una battaglia di quattro ore e Horna venne costretto a ritirarsi a Dunkirk lasciandosi dietro due dei suoi galeoni, mentre un terzo affondò. Malgrado il suo successo nel fermare la sortita del nemico, molte delle navi di Tromp subirono pesanti danni e l'ammiraglio olandese venne costretto ad abbandonare il blocco navale. De Horna, invece, dopo alcune riparazioni, fu in grado di portare a compimento la sua missione.

## Antefatto

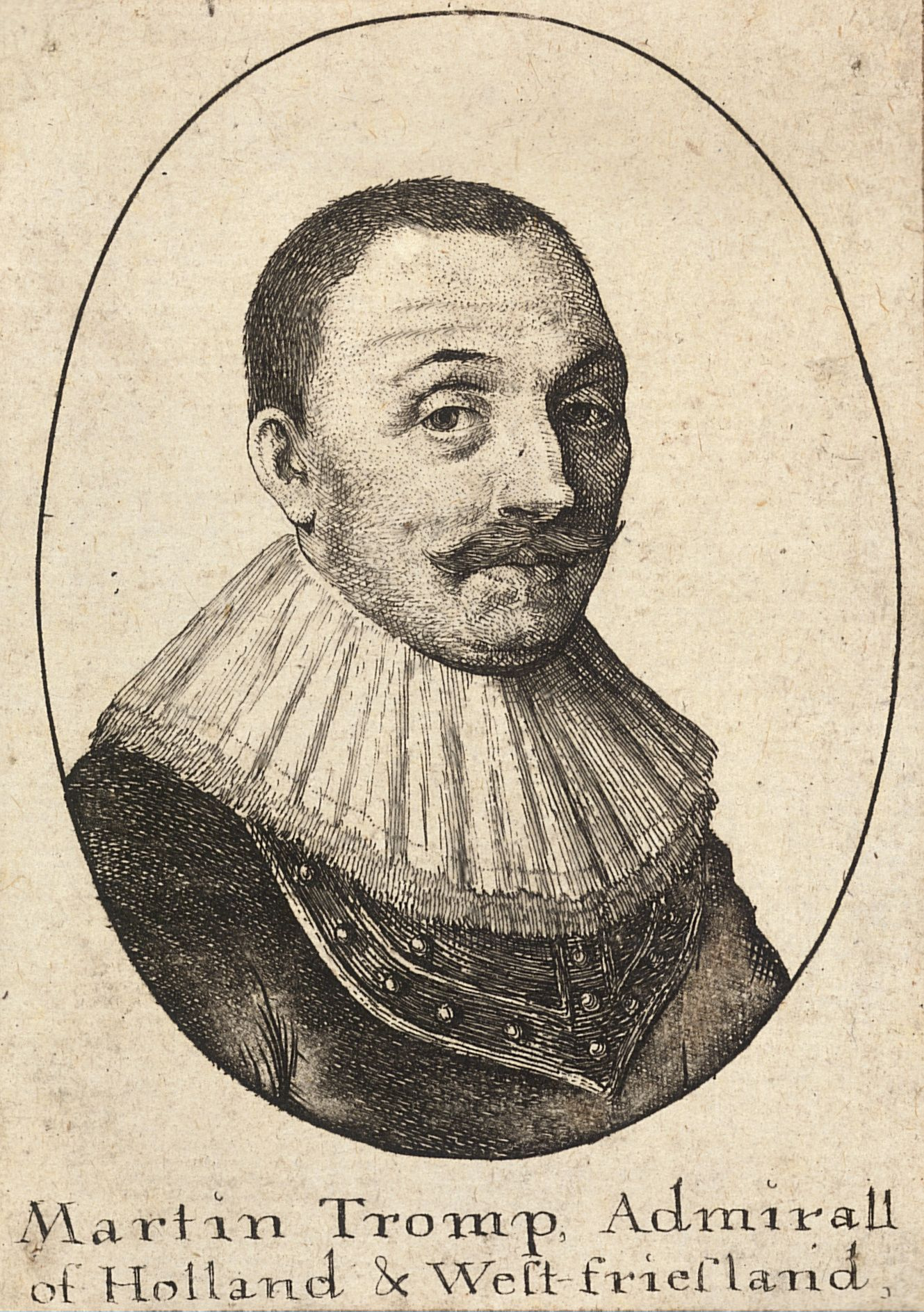
Maarten Tromp in un'incisione di Wenzel Hollar.

Dal 1639 la situazione navale della Spagna nella guerra contro la Repubblica olandese era peggiorata. Gran parte dell’Armada del Mar Océano era stata unita all' Armada de Pernambuco sotto il comando di don Fernando de Mascarenhas, e la flotta tesoriera era bloccata dalle navi del pirata olandese Cornelis Jol della Compagnia olandese delle Indie orientali alL'Avana ed a Veracruz. L'entrata dei francesi nella guerra costò alla Spagna la sua flotta settentrionale, distrutta dalla più grande flotta francese al comando di Henri d'Escoubleau de Sourdis con la Battaglia di Guetaria. Solo 20 galleoni al comando di Antonio de Oquendo erano disponibili per la guerra.
Nel gennaio del 1639 il conte-duca di Olivares ordinò che una grande flotta si portasse in Galizia al porto di A Coruña per portare truppe e denaro per i Pasi Bassi spagnoli. L'ammiraglio Antonio de Oquendo ottenne il comando di questa flotta. Dal momento che le armate francesi e olandesi bloccavano la strada agli spagnoli via terra, i rinforzi non potevano che pervenire via mare. Seguendo gli ordini dell'Olivares, lo squadrone spagnolo a Dunkirk, sotto il comando dell'ammiraglio navarrese Miguel de Horna, si preparò ad unirsi a Oquendo presso A Coruña. I tercios valloni reclutati dal barone di Molinguen, con 2000 unità, vennero imbarcati a bordo dello squadrone di Dunkirk per essere portati in Spagna per fronteggiare l'imminente attacco francese a nord del paese.
Una volta che gli Stati Generali olandesi ebbero ricevuto la notizia di queste attività, l'ammiraglio Maarten Tromp ottenne l'ordine di impedire la partenza degli spagnoli con uno squadrone di 12 navi da guerra che raggiunsero Dunkirk il 17 febbraio. Il marchese di Fuentes, governatore militare della città, ordinò categoricamente a Miguel de Horna di salpare senza ritardi senza temere gli olandesi perché le loro forze erano inferiori di numero e potenza. Il convoglio spagnolo, composto da 12 galeoni, 3 pinacce e 5 trasporti, partì del porto al tramonto del 18 febbraio e si portò a sud verso lo stretto di detto Het Scheurtje (la fessura).

## La battaglia

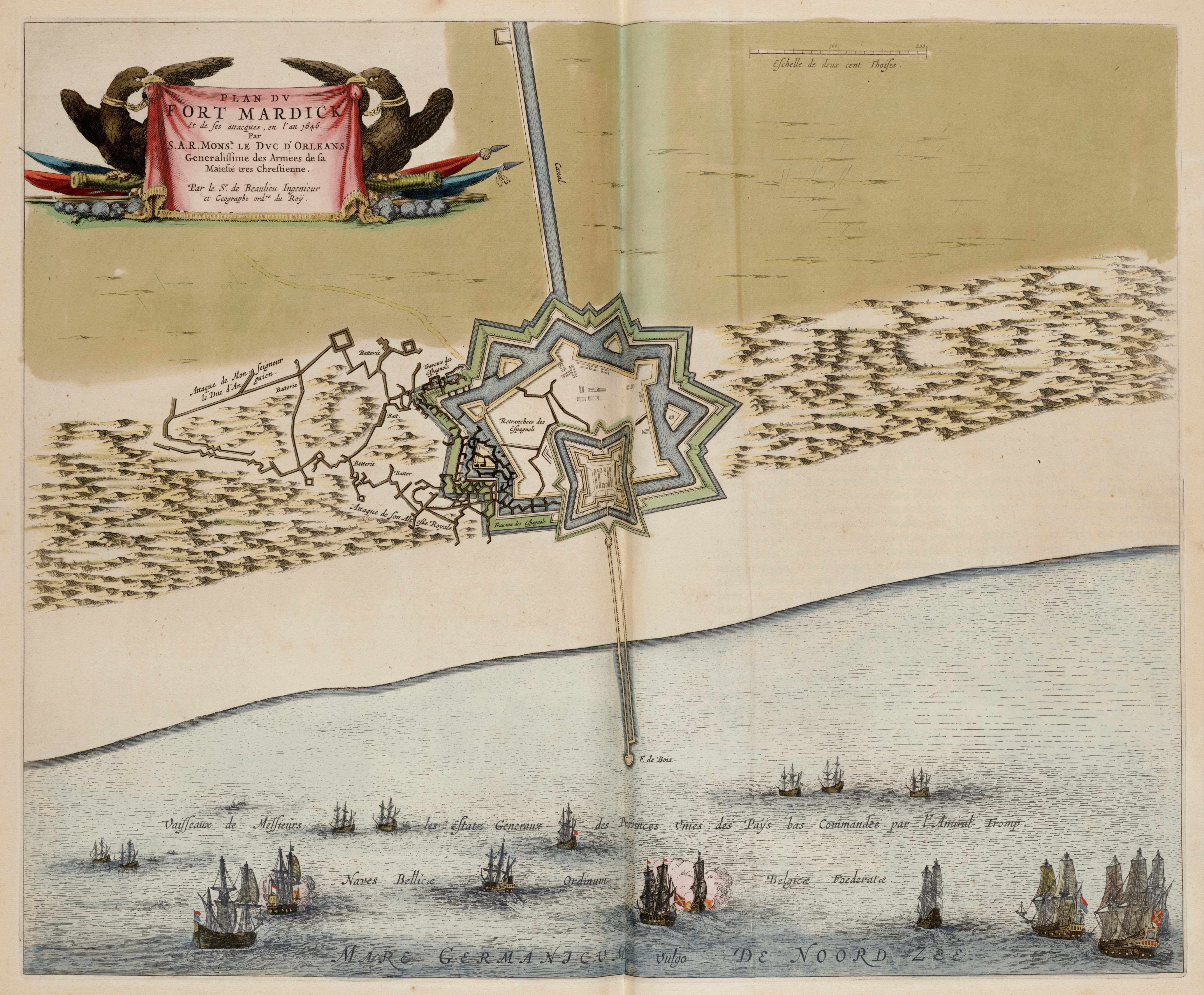
Mappa del forte di Mardyck nel 1646, disegno di Joan Blaeu.

Mentre gli spagnoli salpavano con poco vento in poppa, i dodici vascelli di Tromp erano ancorati a Dunkirk con l'intento di intercettare lo squadrone spagnolo tra Mardyck e Gravelines. Quando entrambe le flotte furono reciprocamente a portata, iniziò una furiosa battaglia che perdurò per quattro ore. L'ammiraglia di Tromp, la Amelia, venne danneggiata e per ben due volte venne costretta a ripiegare rispetto al combattimento.
Dal momento che nessun vento puntava ad ovest, Horna decise di ripiegare sul Forte di Mardyck in acque più basse cercando protezione coi cannoni locali. Tromp lo seguì ed attaccò direttamente la viceammiraglia di Dunkirk, la quale rimase a tal punto danneggiata che la sua ciurma le diede fuoco prima di abbandonarla. I galeoni al comando dei capitani Mény e Petit, di 34 cannoni ciascuno, vennero catturati e De Horna venne costretto a ritirarsi. Le perdite subite dalla flotta vennero stimate in 1600 tra morti e feriti, Circa 250 furono i prigionieri e due i galeoni catturati.

## Conseguenze

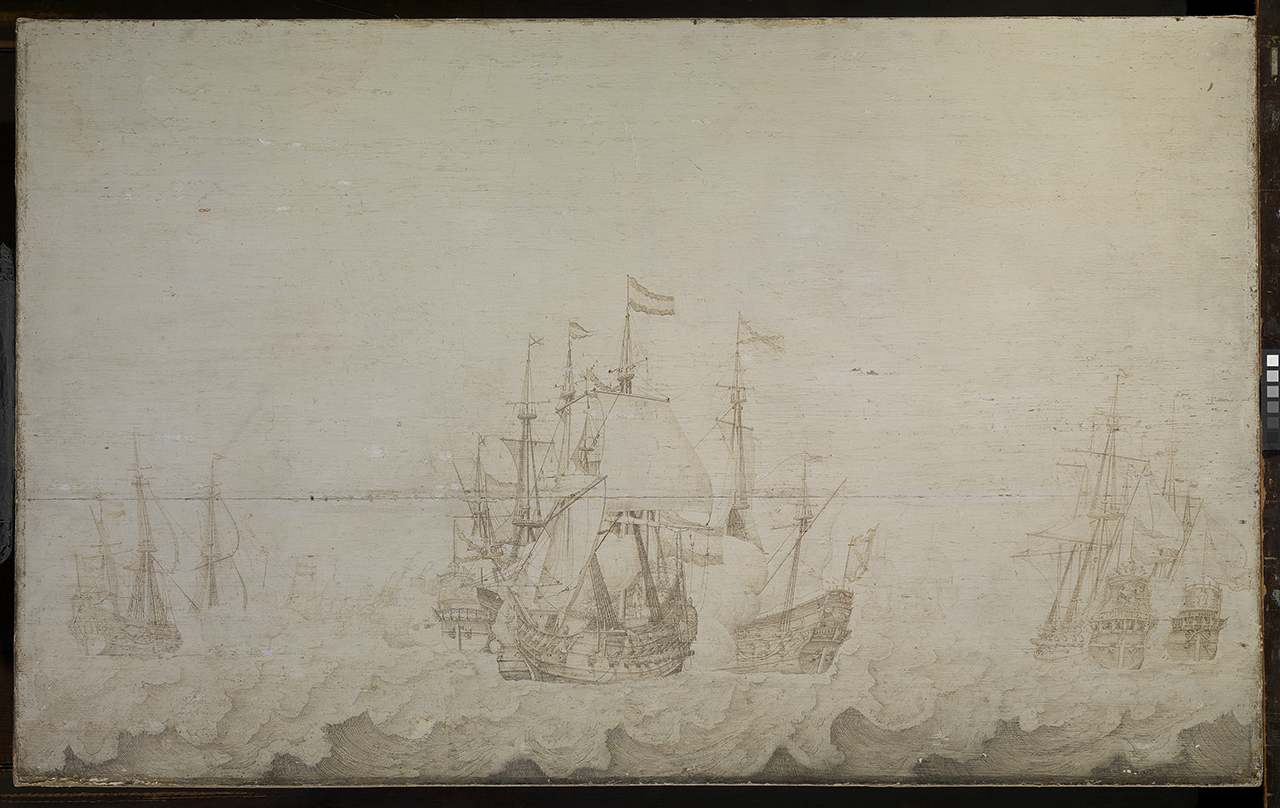
La prima battaglia di Dunkirk, il 1º marzo 1639, disegno di Heerman Witmont

Il marchese di Fuentes venne incolpato del fallimento dell'operazione ma vennero alla fine imprigionati De Horna ed il suo vice, Matthys Rombout, per quanto l'obbiettivo fosse alla fine stato raggiunto. In meno di un mese lo squadrone venne riparato, riequipaggiato e riposto in mare, e Horna salpò da Dunkirk il 12 marzo. Lo squadrone raggiunse A Coruña sano e salvo avendo catturato anche diversi vascelli commerciali. Tromp, nel frattempo, venne lodato e ricevette coi suoi capitani delle catene d'oro e delle medaglie per l'azione compiuta. A differenza degli spagnoli, ad ogni modo, egli non poté riparare le proprie navi e quando salpò il 15 marzo era ormai troppo tardi per fermare De Horna, avendo inoltre al proprio comando solo 4 navi. De Horna, strategicamente anche se non tatticamente, aveva compiuto la propria missione, mentre i due anni di blocco navale per i quali si era impegnato Tromp a Dunkirk erano andati in fumo. De Horna aggiunse sette altri galeoni alla flotta di Oquendo: il San José, il San Vicente, il San Gedeón, il Salvador, il San Juan Evangelista e il San Martín and San Carlos.